# Li (and the Infinite Game)
Li (and the Infinite Game) ist ein Jazzalbum von Per Zanussi & Vestnorsk Jazzensemble. Die am 23. und 24. Januar 2022 im Studio Elektrolüd in Stavanger entstandenen Aufnahmen erschienen im November 2022 auf Clean Feed Records.

## Hintergrund
Der Bassist Per Zanussi sei seit fast zwei Jahrzehnten eine der prägendsten Persönlichkeiten des skandinavischen Jazz, meint Peter Margasak; er arbeitete u. a. mit Martin Küchen und Raymond Strid im Trespass Trio und mit dem Pianisten Eyolf Dale, zusätzlich leitet er sein eigenes Quintett und weitere Gruppen [wie Zanussi Thirteen], mit denen er das Post-Bop-Idiom in neue Richtungen treiben würde. Das Album Li (and the Infinite Game) spielte er mit elf Mitgliedern des Vestnorsk Jazzensemble ein.
Das Vestnorsk Jazzensemble ist eine projektbasierte Band, die in vielerlei Hinsicht wie das Trondheim Jazz Orchestra funktioniere, aber hauptsächlich mit Musikern aus den Provinzen Vestland und Rogaland arbeitet. 2021 wurde die Leitung an den aus Stavanger stammenden Per Zanussi übertragen. Darauf schrieb er Musik für das Vestnorsk Jazzensemble und gab mit dem Ensemble ein Konzert beim Sildajazz Festival am 14. August 2021, in Bergen am 21. Januar 2022 und in Stavanger am Folgetag. Die Formation bestand neben ihm aus Gro Austgulen (Geige), Didrik Ingvaldsen und Simen Kiil Halvorsen (Trompete), (tp), Elisabeth Lid Trøen, Heidi Kvelvane, Kjetil Møster, Kristoffer Alberts (Saxophone), Jørgen Træen (modularer Synthesizer), Thomas T. Dahl (Gitarre), Børge Fjordheim und Øyvind Sarbø (Schlagzeug). Die Aufnahme des gemeinsamen Albums erfolgte an den folgenden Tagen im Elektrolüd in Stavanger.

## Titelliste
- Per Zanussi & Vestnorsk Jazzensemble: Li (and the Infinite Game) (Clean Feed, CF608CD)[3]

1. The Dunes (6:44)
2. Uragano (4:55)
3. Uragano (Eleven) (3:14)
4. Spots and Ripples (3:32)
5. Golden Spike (5:36)
6. Ground Swell (6:24)
7. Retabling / Baltering (3:24)
8. Noon Moon (5:42)
9. Murmuration (3:37)

Die Kompositionen stammen von Per Zanussi.

## Rezeption
Diese ehrgeizige Aufnahme, zusammen mit elf Mitgliedern des Vestnorsk Jazzensemble, biete den umfassendsten Einblick in Zanussis musikalische Vorstellungskraft, glaubt Peter Margasak, der das Album in einer Sammelbesprechung für Complete Communion/The Quietus behandelte. Das Eröffnungsstück „The Dunes“ sei eine entzückende Sammlung schwebender langer Töne, wobei Zanussi die Gruppe anleite, eine Art meditativen Einstieg für rauere, treibendere Unternehmungen auszuproduzieren, beginnend mit „Uragano“, einem gleitenden Funk-inspirierten Workout, das an einiges von Ken Vandermarks extrovertiertester Musik erinnern würde, aber innerhalb der rhythmischen Wildheit befänden sich schwer fassbare Synthesizer-Spritzer von Jørgen Træen, die seiltänzerische Geige von Gro Austgulen und hauchdünne Beiträge der Holzbläser, die durchschimmerten, dabei besonders stark Kjetil Møster und Kristoffer Alberts. Der Bandleader würde zudem eine aufregende Vielfalt an Klangfarben aus den oft stampfenden Grooves der Schlagzeuger Børge Fjordheim und Øyvind Skarbø extrahieren. Zanussis breit gefächerte Kompositionen würden fast alle den Tisch für feurige Improvisationen bereiten, und alle Mitglieder der Formation lieferten und ergänzten die abwechslungsreichen Stücke mit ebenso unterschiedlichen Soli.
In seiner Besprechung für Salt Peanuts bedauert Jan Granlie, dass Li (and the Infinite Game) nur dreimal aufgeführt worden sei. Es sei ein brillantes Werk, das Zanussi speziell für dieses Ensemble exzellenter Musiker aus dem norwegischen Westen geschaffen habe und auch bei weiteren Gelegenheiten aufgeführt werden solle.